# Beteta
Beteta település Spanyolországban, Cuenca tartományban. Beteta Cueva del Hierro, Masegosa, Lagunaseca, Santa María del Val, Cuenca, Carrascosa, Valsalobre, Peñalén, Poveda de la Sierra, Peralejos de las Truchas, Checa és Cañizares községekkel határos. Lakosainak száma 235 fő (2024).

## Népesség
A település népessége az utóbbi években az alábbiak szerint változott:
| Lakosok száma | 458  | 412  | 401  | 357  | 334  | 309  | 281  | 262  | 230  | 235  |
|               | 2001 | 2004 | 2006 | 2009 | 2011 | 2014 | 2016 | 2019 | 2021 | 2024 |